# Antedon petasus
Espèce
Antedon petasus est une comatule de la famille des Antedonidae.

## Habitat et répartition
Cette comatule se retrouve dans le nord-est de l'Atlantique, en mer Celtique (Écosse), Islande, îles Féroé, Scandinavie.
On la rencontre entre 10 et 316 m de profondeur, plutôt profond dans les mers chaudes et moins dans les mers froides.
Elle se distingue d'Antedon bifida par sa plus grande taille et son nombre de cirrhes plus important (environ 40 contre environ 20), ainsi que son habitat en général plus profond. 

## Caractéristiques squelettiques
Antedon avec P2 de longueur intermédiaire entre P1 et P3, et ressemblant à P1. Cirres généralement >40, comprenant au maximum 18 articles ; articles distaux comprimés latéralement et en vue latérale plus larges que les articles proximaux ; articles proximaux plus longs avec un rapport L/W de 1,5 ; sixième article et articles suivants diminuant progressivement en longueur jusqu'au dernier, qui est à peu près aussi long que large. Pas de plaques périsomiques interradiales. Brachioles généralement presque cylindriques, non nettement évasées ou convexes en vue latérale.